# IAAF Golden League
De Golden League was een organisatie van de meest in het oog springende atletiekmanifestaties, die tussen 1998 en 2009 jaarlijks werden georganiseerd door de Internationale atletiekfederatie (IAAF).
In 2009 betrof het de sportevenementen van
- Berlijn (DKB-ISTAF) op 14 juni 2009,
- Oslo (Bislett Games) op 3 juli 2009,
- Rome (Golden Gala) op 10 juli 2009,
- Parijs (Meeting Paris Saint-Denis) op 17 juli 2009,
- Zürich (Weltklasse Zürich) op 28 augustus 2009,
- Brussel (Memorial Van Damme) op 4 september 2009.

Bij de aanvang van de inrichting was er sprake van de "Golden four" (Berlijn en Parijs zijn later toegevoegd), en op zeker ogenblik heeft ook de Grand Prix Finale (Herculis) in Monaco daarin meegespeeld. Door de plotseling zeer hoog geworden sponsorvoorwaarden, nam Monaco het zekere voor het onzekere, en stapte uit de organisatie.

## Jackpot
Voor de eerste Golden League in 1998 was de jackpot 50 kilo goud of US$500 000. In 2003 werd deze verhoogd tot $1 000 000.
In 2006 was de jackpot in twee gedeeld. $500 000 aan goud werd verdeeld onder de atleten die in vijf van de zes wedstrijden hun discipline wonnen. Nog eens $500 000 werd verdeeld onder de atleten die in alle zes wedstrijden wonnen. Bijkomende voorwaarde was een deelname aan de IAAF wereldfinale. Winst was daar geen vereiste.
Vanaf 2007 werd de jackpot van $1 000 000 alleen nog maar verdeeld onder de atleten die alle zes wedstrijden in hun discipline hadden gewonnen. Als er geen atleet zes wedstrijden wist te winnen, werd er $500 000 verdeeld onder diegenen die vijf van de zes wedstrijden hadden gewonnen.

## Deelnemende nummers mannen
- 100 m
- 400 m
- 1500 m
- 3000 m
- 110 m horden
- verspringen
- Speerwerpen
- Polsstokhoogspringen

## Deelnemende nummers vrouwen
- 100 m
- 400 m
- 1500 m
- 3000 m
- 5000 m
- 100 m horden
- Hoogspringen
- Polsstokhoogspringen

## Jackpot winnaars
In 1998 werd de jaarlijks te winnen prijs, een hoeveelheid goud, verdeeld onder Marion Jones, Haile Gebrselassie en Hicham El Guerrouj.
In 1999 kregen Gabriela Szabó en Wilson Kipketer elk 25 kilogram goud.
In 2000 was er 50 kilo goud te verdelen onder Gail Devers, Maurice Greene, Tatjana Kotova, Trine Solberg-Hattestad en Hicham El Guerrouj.
In 2001 waren dat Hicham El Guerrouj, André Bucher, Allen Johnson, Marion Jones, Violeta Beclea-Skezely en Olga Jegorova.
In 2002 was opnieuw Hicham El Guerrouj aan de beurt, samen met Félix Sánchez, Marion Jones en Ana Guevara.
In 2003 won Maria Mutola (Moz-800m) als enige de jackpot, die sinds dat jaar $1 000 000 bedraagt.
In 2004 verdeelden Christian Olsson (Zwe-Hink-stap-springen) en Tonique Williams-Darling (Bah-400m) de hoofdprijs van $1 000 000.
In 2005 won Tatjana Lebedeva (Rus-Hink) als enige de jackpot van $1 000 000.
In 2007 verdeelden 400 m-loopster Sanya Richards en polsstokspringster Jelena Isinbajeva de jackpot van $1 000 000.
In 2008 won 800 m loopster Pamela Jelimo als enige de jackpot van $1 000 000.

## Financiering
Naast deze voor de atletiekwereld zéér hoge prijzenpot, viel de laatste jaren ook op, hoezeer het systeem van startgeld en premies voor topprestaties toe was aan opwaardering. Zo kon voor een wereldrecord tijdens een van de toernooien een premie van €50 000 bedongen worden door de topsporters, en was een startgeld van €5000 tot €15 000 niet ongebruikelijk. Ook een rangschikkingspremie was bespreekbaar: in de loopnummers bijvoorbeeld kregen de finalisten systematisch een deelnamepremie, ongeacht hun rangschikking. De financiering van de spelen werd dan ook door zeer grote sponsors in orde gebracht, hetgeen deze wedstrijden dan ook de quasi-zekerheid gaf van een topdeelnemersveld.
Vanaf 2010 is deze serie vervangen door de IAAF Diamond League.